# Priverno
Priverno település Olaszországban, Lazio régióban, Latina megyében. Lakosainak száma 13 735 fő (2023. január 1.). Priverno Maenza, Pontinia, Prossedi, Roccagorga, Sezze, Sonnino és Roccasecca dei Volsci községekkel határos.

## Népesség
A település lakossága az elmúlt években az alábbi módon változott:
| Lakosok száma | 14 467 | 14 365 | 13 735 |
|               | 2017   | 2018   | 2023   |